# داستان الهیاتی
داستان‌های الهیاتی (انگلیسی: Theological fiction) نوشته‌ای تخیلی است که نگرش مردم را نسبت به اعتقادات و باورهای الهیات شکل می‌دهد. این داستان معمولاً آموزشی یا اکتشافی است تا توصیفی، و به‌طور خاص با ایده‌های نظری که زیربنای و شکل دهنده پاسخ‌های معمولی به دین هستند، درگیر است. داستان کلامی، به عنوان یک مفهوم، هم توسط خداباوران و هم خداناباوران، مانند پانتئون‌ها و فرهنگ‌های داستانی در ادبیات فانتزی الهیاتی استفاده می‌شود.